# Lithobius vivesi
Lithobius vivesi är en mångfotingart som beskrevs av Luis Serra 1983. Lithobius vivesi ingår i släktet Lithobius och familjen stenkrypare. Inga underarter finns listade i Catalogue of Life.